# Hilda Geiringer
Hilda Geiringer fue una matemática nacida el 28 de septiembre de 1893 en Viena, Austria. Murió el 22 de marzo de 1973 en una visita a California, Estados Unidos.

## Vida
Hilda Geiringer fue una matemática nacida el 28 de septiembre de 1893 en Viena, Austria, en una familia judía. Su padre era húngaro y su madre de Viena.

### Universidad de Viena
En la escuela de secundaria de Viena ya destacaba en las matemáticas, por lo que sus padres la apoyaron económicamente para que pudiera estudiar en la Universidad de Viena. Después de recibir su primer grado, Geiringer continuó su estudio de las matemáticas en Viena. Su doctorado le fue otorgado en 1917 por una tesis sobre la Serie de Fourier, titulada "Trigonometrische Doppelreihen". Los siguientes dos años los pasó como asistenta de edición de la revista matemática alemana Jahrbuch über die Fortschritte der Mathematik (Anuario sobre el progreso de las matemáticas).

### Instituto de Matemática Aplicada de Berlín
En 1921, Geiringer se trasladó a Berlín donde trabajó como asistente de Richard Edler von Mises en el Instituto de Matemática Aplicada de Berlín. En este mismo año, se casó con Félix Pollaczek que, como Geiringer, nació en Viena en una familia judía y había estudiado en Berlín. Pollaczek obtuvo su doctorado en 1922 y pasó a trabajar para el Reichspost (oficina de correo) de Berlín. Hilda y Félix tuvieron una hija, Magda, en 1922, pero su matrimonio se disolvió. Después del divorcio, Geiringer continuó trabajando para von Mises, y además había obtenido la custodia de su hija.
Aunque se formó como matemática pura, Geiringer se trasladó hacia las matemáticas aplicadas para adaptarse a la labor realizada en el Instituto de Matemática Aplicada. Su trabajo en este momento estaba en las estadísticas, la teoría de probabilidades y en la teoría matemática de la plasticidad.
Geiringer presentó una tesis para dar clase como instructora en la Universidad de Berlín, pero no fue aceptada. Geiringer perdió el derecho a enseñar en la universidad en diciembre de 1933. De hecho, ella se había propuesto para su nombramiento al cargo de profesor extraordinario en 1933, pero la propuesta había sido "retenida" una vez que la Ley de Servicio Civil entró en vigor dos meses después de que Adolf Hitler alcanzara el poder (esta ley descalificó a los Judíos de ejercer como maestros, profesores, jueces, o en otros puestos de gobierno). Geiringer salió de Alemania después de que fuera despedida de la Universidad de Berlín, y, con Magda, se fue a Bruselas. Allí fue nombrada miembro del Instituto de Mecánica y comenzó a aplicar las matemáticas a la teoría de vibraciones.

### Estambul
En 1934, Geiringer siguió a von Mises a Estambul, donde había sido nombrado profesor de matemáticas y continuó con la investigación en matemática aplicada, estadística y teoría de la probabilidad. Mientras que en Turquía, Geiringer empezó a interesarse por los principios básicos de la genética formuladas por el monje agustino Gregor Mendel. Entre 1935 y 1939, se preocupó por los usos de la teoría de la probabilidad, de la que ella y von Mises habían hecho una contribución muy importante. Podría decirse que Hilda Geiringer fue una de los pioneras de las disciplinas que llevan nombres tales como la genética molecular, genética humana, genética de las plantas, la herencia en el hombre, la genómica, la bioinformática, biotecnología, ingeniería biomédica, y la ingeniería genética, entre otros. El mundo no ha dado el crédito suficiente para el trabajo pionero de esta mujer inteligente, principalmente porque se llevó a cabo en Estambul y fue publicado en revistas turcas.

### Estados Unidos
En 1938, Geiringer y su hija se fueron a Estados Unidos porque la primera fue nombrada profesora del Bryn Mawr College en Pennsylvania, un colegio solo para mujeres.
Durante 1942, dio un curso de verano en la Universidad Brown en Providence, Rhode Island, con el fin de elevar los estándares americanos de la educación al nivel que se había alcanzado en Alemania.

### Matrimonio con Richard Edler von Mises
En 1943, Geiringer se casó con Richard Edler von Mises y, al año siguiente, dejó su trabajo en el Bryn Mawr College para estar más cerca de von Mises y porque el Wheaton College le ofreció, una posición permanente por primera vez en los EE. UU. Ella aceptó un puesto como profesora y presidenta del Departamento de Matemáticas en el Wheaton College en Norton, Massachusetts. Durante la semana, daba clase en la universidad y cada fin de semana viajaba a Cambridge para estar con von Mises.

### Discriminación
Para Geiringer, que había sido discriminada en Alemania debido a su origen judío, ahora sería objeto de discriminación por tener dos trabajos y poder marcharse de fin de semana, cosa que ninguna persona que trabajara allí además de ella lo podía hacer.  Era una mujer sensible y eso debía de haber sido un golpe difícil de superar. Sin embargo, ella lo tomó todo muy tranquilo, creyendo que podía hacer algo para las futuras generaciones de mujeres que de ella se ha logrado algo positivo. Nunca renunció a su trabajo en el departamento de investigación, mientras que estaba trabajando en el Wheaton College, en 1953, escribió:
"Have to work scientifically, besides my college work. This is a necessity for me; I never stopped it since my student days, it is the deepest need of my life."
"Tengo que trabajar para mí científicamente, además del trabajo en la universidad. Esta es una necesidad para mí, nunca me detuve desde mis días de estudiante, es la necesidad más profunda de mi vida."

### Trabajo en Harvard
En 1953, Richard von Mises murió y al año siguiente, Geiringer, aunque conservando su puesto de trabajo en el Wheaton College, comenzó a trabajar en la Universidad de Harvard, ubicada en Cambridge, completando y editando muchas de las obras que von Mises no pudo terminar. Para ello, sin embargo, tuvo que asegurar una subvención de la Oficina de Investigación Naval y fue entonces cuando Harvard le ofreció un puesto temporal como becaria de investigación de las Matemáticas. Es interesante ver que a pesar de que a Hilda Geiringer nunca se le ofreció un puesto de profesora, en sus Archivos en la Universidad de Harvard, se pueden encontrar ocho cajas que llevaban el título: "Mises, HILDA VON”. La caja 1 HUG 4574.142 contenía archivos de cuestiones profesionales, como sus discursos y las variantes de las obras publicadas... un par de cartas relacionadas y dos cuadernos. Las cajas de 2 y 3 (HUG 4574.160) contienen los manuscritos relativos a los artículos publicados y tienen números de referencia a la bibliografía de la caja 1. En 1959, ella se retiró formalmente de Wheaton College y, al año siguiente, dicha Universidad la honró con la concesión de un doctorado honorario de la Ciencia.

## Reconocimientos
Geiringer fue elegida miembro de la Academia Americana de las Artes y las Ciencias. En 1956 la Universidad de Berlín la nombró profesora emérita. La Universidad de Viena también hizo un reconocimiento especial para ella con motivo del cincuentenario de su graduación.